# Ove Bengtson
Ove Nils Bengtson, född 5 april 1945 i Danderyd i Stockholms län, är en svensk tennisspelare; han är son till Torsten Bengtson.

## Tenniskarriären
Ove Bengtson erövrade fyra SM-guld i herrsingel perioden 1968–1971. Starkast var han dock i herrdubbel där han under åren 1964–1976 vann åtta SM-guld. Under perioden 1967–1979 spelade han totalt 50 matcher i Sveriges Davis Cup-lag, de flesta på grusbana. Han vann 22 av dessa, de flesta i dubbel, från 1972 som spelpartner till Björn Borg. Tillsammans med Borg vann han lördagens dubbelmatch i DC-finalen mot Tjeckoslovakien i Stockholm 1975 och bäddade därmed för Sveriges första historiska seger i turneringen.

## Spelaren och personen
Ove Bengtson är en reslig person (200 cm lång). Hans främsta vapen var en ypperlig serve som passade väl för dubbelspel. Hans övriga slag var av god klass. Som singelspelare var han dock ojämn, varför han inte vann någon av de stora turneringarna.
Bengtson är gymnastiklärare och har inom ramen för sin utbildning skrivit en uppsats om beteendemönster hos tennisspelare i världseliten. Han arbetar numera som konsult för bland andra Saab, General Motors och SAS.
Som ett kuriosum kan nämnas att Ove Bengtson 1974 besegrade Jan-Erik Lundqvist i Stockholm Open i dennes sista matchframträdande i stora sammanhang.

## Priser och utmärkelser
- 1976 – H.M. Konungens medalj, 8:e storleken i högblått band
- 2009 – Swedish Tennis Hall of Fame

### Allmänna källor
- John-Anders "Jonte" Sjögren och Jan Kotschack, 1992. En bok om tennis. ICA Bokförlag.

- Fördel Sverige, hundra år med Davis Cup, 2000. Red. Patrik Cederlund, Björn Hellberg, Nils Magnuson, Hans Mejdevi, Lisa Åberg, Grus och Gräs i samråd med Svenska Tennisförbundet.

### Fotnoter
1. ↑  Christian Dahlgren (15 januari 2009). ”Björn Borg på nervigt uppdrag”. Östgöta Correspondenten. Arkiverad från originalet den 8 december 2015. https://web.archive.org/web/20151208051445/http://www.corren.se/asikter/ledare/bjorn-borg-pa-nervigt-uppdrag-7636191.aspx. Läst 30 november 2015.